# Deopalpus hirsutus
Deopalpus hirsutus är en tvåvingeart som beskrevs av Townsend 1908. Deopalpus hirsutus ingår i släktet Deopalpus och familjen parasitflugor. Inga underarter finns listade i Catalogue of Life.